# Parque nacional Baritú

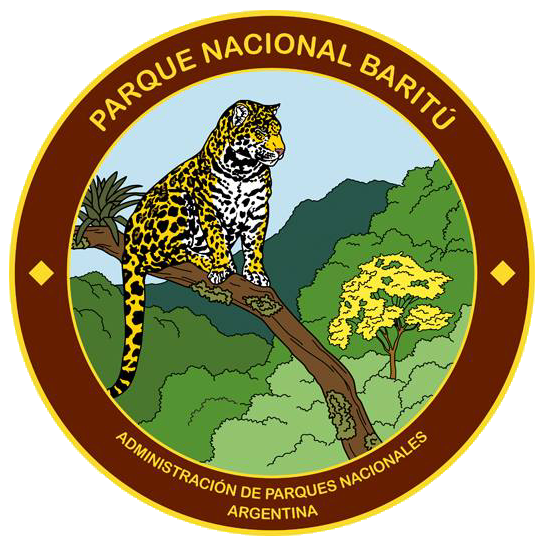
Logo del parque.

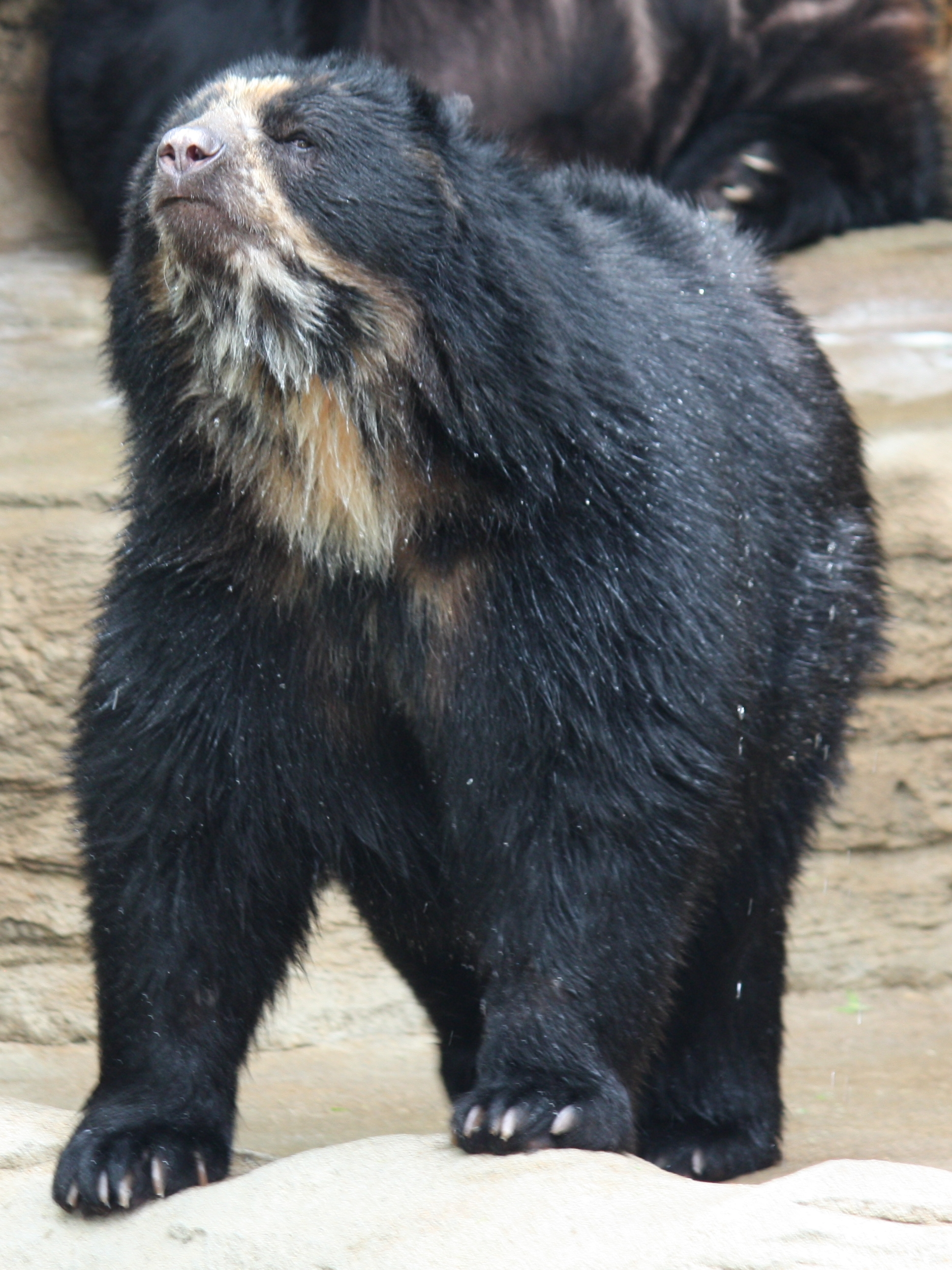
Ucumar, u oso de anteojos (Tremarctos ornatus).

El parque nacional Baritú es un área natural protegida del departamento Santa Victoria de la provincia de Salta en Argentina. Es una de las zonas núcleo de la reserva de biosfera de las Yungas, junto al parque nacional Calilegua, la reserva nacional El Nogalar de Los Toldos, el parque provincial Laguna Pintascayo y el parque provincial Potrero de Yala. El centro geográfico de este parque nacional se ubica hacia las coordenadas 22°30′00″S 64°41′00″O / -22.50000, -64.68333.

## Características generales
Abarca 72 439 ha de territorio fragoso abundando las colinas de 300 a 400 m de altura cubiertas de selva y bosque. El clima es tropical y húmedo la mayor parte del año, con lluvias de verano que van desde 900 hasta 1300 mm. 
Conserva en estado natural el bioma de la yunga, caracterizado, principalmente por la pluvisilva, del tipo nimbosilva, montana. 
Se encuentra en un paisaje encerrado por los cerros De las Pavas y Negro, y recorrido por abundantes, caudalosos y correntosos ríos y arroyos entre los que se destaca el Baritú (en algunos mapas antiguos aparece como Barita), junto al Lipeo y al río de Las Pavas, todos originados en el cordón más oriental de la cordillera de los Andes, e integrantes de la gran cuenca del Plata, a la que afluyen a través del río Bermejo.
Es posiblemente el único parque del país que incluye sectores con microclimas tropicales, pues los de Iguazú, Pilcomayo, y Calilegua, si bien reúnen muchas características tropicales, se encuentran en zonas semitropicales.

## Flora
Entre las muchas especies de ejemplares de la selva se encuentran el cebil, el guayabo, el tarco (jacarandá), el guayacán (o "palo santo"), el yuchán, palmeras, la maroma y el lapacho. Debajo de ellos aparecen helechos arborescentes de hasta 4 m de alto, que dificultan el tránsito. Esto, sumado a la lejanía de los centros poblados, han permitido conservar casi intacta la fauna del parque. A mayor altura crece el bosque montañoso formado por el cedro salteño (Cedrela), el pino del cerro, el queñoa y el aliso.

## Fauna

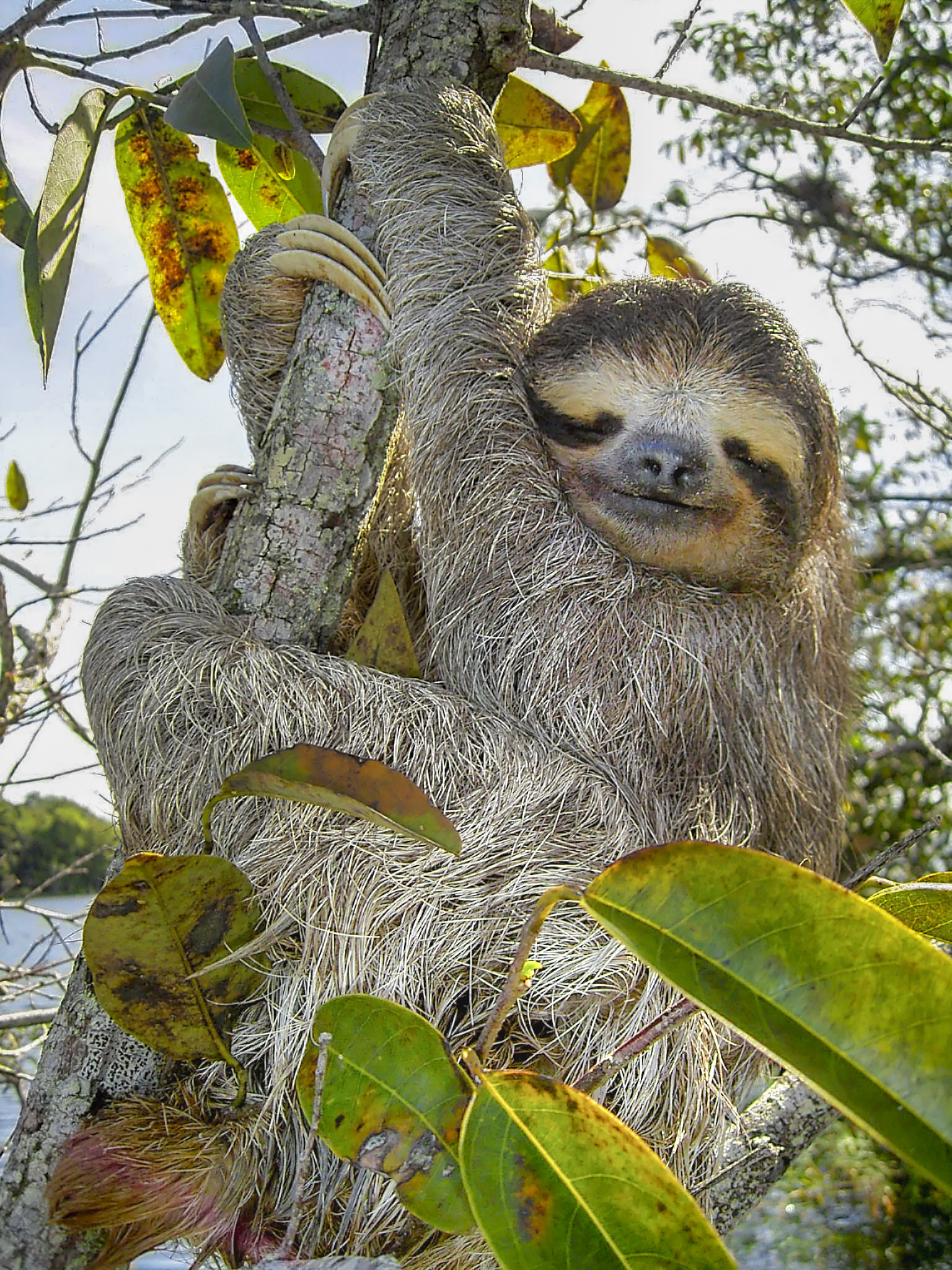
Perezoso bayo (Bradypus variegatus). La especie está casi extinta en la Argentina. La subespecie Bradypus variegatus boliviensis habita en el parque nacional Baritú.

Se encuentran tapires, pecaríes (también conocidos como: tayato o saino), jaguares, localmente llamados yaguaretés o también "tigres criollos" (Panthera onca palustris), pumas, ucumares u osos de anteojos (Tremarctos ornatus), monos caí yungueños, ardillas coloradas (o nueceros), tarucas, armadillos, yaguarundíes, ocelotes, zorros, perezosos bayos y gran variedad de aves entre las que se cuentan el cóndor, el águila harpía (la mayor águila del planeta) y varias especies de colibríes.
Los pájaros cantores están ampliamente representados. Se ha registrado la presencia de ejemplares de fiofío oscuro (Elaenia obscura), remolinera andina (Cinclodes albiventris), espinero serrano (Phacellodomus maculipectus), ratona ceja blanca (Troglodytes solstitialis), zorzal chiguanco (Turdus chiguanco), mirlo de agua (Cinclus schulzi), cachilo ceja amarilla (Ammodramus humeralis) y cerquero cabeza castaña (Atlapetes fulviceps).
Es una de las áreas importantes para la conservación de las aves en Argentina.
En los ríos también se pueden encontrar bogas y sábalos, además de lobitos de río en las riberas.
En las cercanías de este parque nacional, hacia el oeste, se encuentran las ruinas del Pucará de Titiconte, y las poblaciones de Iruya, y Yavi, mientras que en la margen oriental del río Bermejo, pasando el poblado de Aguas Blancas, y tras este, ya en territorio boliviano, en el departamento de Tarija, el parque nacional Baritú, prácticamente es continuado por el parque nacional Río Nueve -Alarachi- y la reserva nacional de flora y fauna de Tariquía.

## Creación y legislación
En 1971 la Fundación Miguel Lillo elaboró el Informe preliminar sobre la creación del Parque Nacional Lipeo-Baritú proponiendo la creación del parque nacional.
La cesión de dominio y jurisdicción de los terrenos destinados al parque nacional Baritú fue realizada por la provincia de Salta mediante el decreto ley n.º 4559/1973 de 19 de marzo de 1973.
El parque nacional fue creado el 27 de marzo de 1974 mediante la sanción de la ley n.° 20656, promulgada el 24 de abril de 1974 por decreto n.º 1253/1974.

ARTICULO 1°. - Créase, bajo el régimen del Decreto Ley 18.594/70, el Parque Nacional Baritú, ubicado en el departamento de Santa Victoria, provincia de Salta, cuyos límites serán los siguientes: al Norte, por el río Lipeo desde su confluencia con el río San José, hasta su desembocadura en el río Bermejo, y éste hasta el punto cincuenta y seis (56) de la mensura Busignan de la propiedad "Las Pavas" ubicada en el extremo norte de la sierra de Las Pavas; al este, las altas cumbres de la sierra de Las Pavas hasta el segundo angosto del río Pescado; la margen derecha del río Pescado hasta su confluencia con el río Porongal y desde el punto doce (XII) de la mensura dos (2) de Busignan, ubicado en ese lugar, continuará el deslinde por las altas cumbres del Cerro Negro hasta el punto treinta y seis (36) al sur, el deslinde norte de la propiedad río Pescado, desde el punto treinta y seis (36) ya mencionado hasta el punto quince (XV), ubicado en el primer angosto del río de Alisar, y al oeste, el límite sud oeste de la propiedad Porongal o San Martín, desde el punto quince (XV) hasta el uno (1), y desde allí, una línea recta de unos diecisiete (17) kilómetros con rumbo norte aproximado; hasta la confluencia del río Lipeo con el San José, cuya cesión de dominio y jurisdicción a ese fin ha sido efectuada por la provincia de Salta mediante el Decreto Ley 4.559/73.
 ARTICULO 2°. - A los efectos dispuestos en el artículo anterior, declárase de utilidad pública y sujeta a expropiación la superficie de aproximadamente setenta y dos mil cuatrocientos treinta y nueve hectómetros cuadrados (72.439 hm2) comprendida dentro de los límites mencionados precedentemente.

El decreto n.º 716/1975 de 18 de marzo de 1975 dispuso la expropiación de los terrenos. La ley n.º 21860, sancionada y promulgada el 18 de agosto de 1978, dispuso que casi 210 ha de la Finca Las Pavas fueran excluidas de la expropiación y su dominio y jurisdicción fue retornado a la provincia de Salta.

Artículo 2.- Retórnase al dominio y jurisdicción de la provincia de Salta la superficie de doscientos nueve (209) hectáreas, noventa y nueve (99) áreas, diecinueve (19) centiáreas, cuatrocientos veintiún (421) decímetros cuadrados correspondientes a la mensura 39 aprobada el 29 de abril de 1974, fracción cuya superficie se excluye de la expropiación de la finca “Las Pavas”.

El decreto n.º 2149/90 del 10 de octubre de 1990 designó a un sector del parque nacional como reserva natural estricta.
La administración del parque nacional fue realizada por dos guardaparques dependientes del parque nacional El Rey hasta que en 1994 se estableció en Los Toldos el primer encargado.
El 30 de octubre de 2001 la provincia de Salta inscribió la personería jurídica de la Comunidad Aborigen de El Lipeo y Baritú situada dentro del parque nacional.

## Administración
Por resolución n.º 126/2011 de la Administración de Parques Nacionales de 19 de mayo de 2011 se dispuso que parque nacional encuadrara para los fines administrativos en la categoría áreas protegidas de complejidad III, por lo cual tiene a su frente un intendente designado, del que dependen 4 departamentos (Administración; Obras y Mantenimiento; Guardaparques Nacionales; Conservación y Uso Público) y la división de Despacho y Mesa de Entradas, Salidas, y Notificaciones. La intendencia tiene su sede en la ciudad de San Ramón de la Nueva Orán.

## Accesibilidad
Debido a la dificultad de acceso, el parque nacional Baritú es uno de los parques nacionales más vírgenes y menos visitados de Argentina. No hay forma de ingresar al parque que no sea a través de territorio de Bolivia, por lo que el visitante deberá salir e ingresar nuevamente a Argentina a través de ruta y camino consolidado, o en avión.
Toda visita debe anunciarse previamente contactándose con el guardaparques con destacamento en la localidad de El Lipeo. Durante los meses de verano, las lluvias y las crecidas de los ríos restringen el recorrido y su acceso dejando los caminos temporalmente intransitables, por lo que se recomienda hacerlo en vehículos de tracción 4x4 o entre los meses de junio a octubre, previo a la época de lluvias.
Distancias hasta la entrada del parque
- 26 km desde el poblado de Los Toldos
- 155 km desde San Ramón de la Nueva Orán

Lugares de interés dentro del parque
- Termas del Cayotal
- Camping El Ukumar